# NSU P10
Der NSU P10 ist ein Automodell auf Basis des NSU Prinz, das von Nordex S.A. mit Sitz in Montevideo (Uruguay) hergestellt und vertrieben wurde.

## Modellgeschichte
Auf dem Salón del Automóvil in Uruguay wurde 1970 der P10 als Nachfolgemodell des NSU P6 präsentiert. Er hatte den größeren Motor des NSU Prinz 1000 und einen um 21 cm verlängerten Radstand. Äußerlich ist dieses Modell in erster Linie am aufgeteilten hinteren Seitenfenster erkennbar.
Bereits im Mai 1969 war ein Prototyp dieses Modells bei NSU präsentiert worden. Dabei sei der Eindruck des Fahrverhaltens „durchaus positiv“ gewesen, die Mängelliste jedoch ziemlich lang, unter anderem ungenügender Komfort, mangelhafte Schweiß- und Lötverbindungen sowie nicht ausreichende Schalldämmung.
Die Produktion des Modells wurde 1971 ohne Nachfolger eingestellt. Für P6 und P10 zusammen gibt Audi eine Produktionszahl von rund 500 Stück an. Im Abgleich mit einer anderen Quelle für die Produktionszahlen des Vorgängers wären damit rund 100 Fahrzeuge des Modells P10 entstanden. Noch heute befindet sich das präsentierte Exemplar in der Sammlung der Audi Tradition in Neckarsulm und ist damit der einzige von Nordex produzierte NSU in Deutschland.
Zwei Jahre nach dem Produktionsende des P10 stellte Volkswagen do Brasil mit dem VW Brasília ein Fahrzeug vor, dessen Grundkonzeption (Steilheck, Heckmotor) dem NSU P10 entspricht.